# Léonidas Nitereka
Léonidas Nitereka (ur. 1 września 1960 w Martyazo) – burundyjski duchowny rzymskokatolicki, biskup Rutany od 2025.

## Życiorys
Święcenia kapłańskie przyjął 17 sierpnia 1986 i został inkardynowany do diecezji Bururi. W latach 1990–1997 pełnił w niej urząd ekonoma, uzyskał doktorat z antropologii teologicznej na Papieskim Uniwersytecie Gregoriańskim w Rzymie, w latach 1997–2006 posługiwał w archidiecezji Florencji. Od 2010 do nominacji biskupiej był wikariuszem generalnym diecezji Bururi.
15 lutego 2025 papież Franciszek mianował go biskupem diecezji Rutana. Sakry udzielił mu  12 kwietnia 2025 nuncjusz apostolski w Burundi – arcybiskup Dieudonné Datonou. 